# Keskin
Keskin là một huyện thuộc tỉnh Kırıkkale, Thổ Nhĩ Kỳ. Huyện có diện tích 1129 km² và dân số thời điểm năm 2007 là 21371 người, mật độ 19 người/km².